# 제프 래스킨

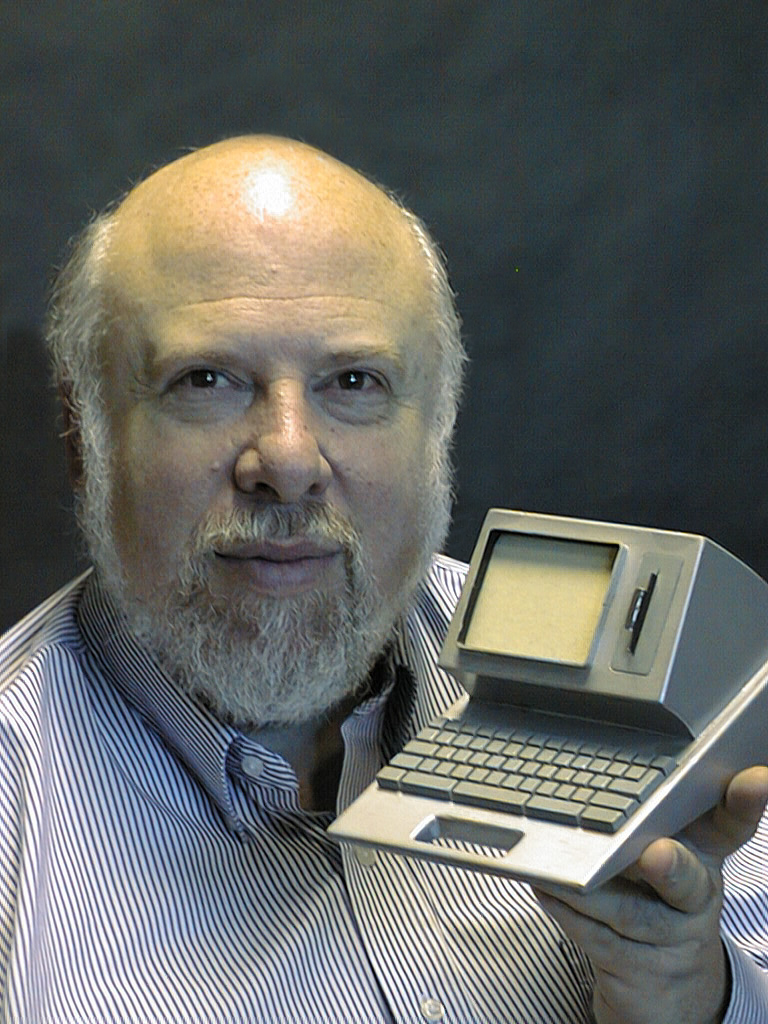
캐논 캣 모델을 들고 있는 래스킨. (1999년 1월)

제프 래스킨(Jef Raskin, 본명: Jeff Raskin, 1943년 3월 9일 ~ 2005년 2월 26일)은 1970년대 후반 애플에서 매킨토시 프로젝트를 고안하고 주도하기 시작한 미국의 인간-컴퓨터 인터페이스 전문가였다.

## 개인사
제프 래스킨은 1982년 린다 S. 블럼(Linda S. Blum)과 결혼했다. 1985년에 래스킨은 자신의 집을 비밀문과 통로, 185석을 수용할 수 있는 강당, 모형 비행기실이 있는 "실질적으로 하나의 큰 놀이터"라고 묘사했다. 그는 "나는 자라서 내가 좋아하는 일을 포기하지 않겠다고 결심했고, 지금도 포기하지 않고 있다"고 말했다.
2004년 12월 췌장암 진단을 받고 2005년 2월 26일 캘리포니아주 퍼시피카에서 61세의 나이로 사망했다.

## 같이 보기
- 정보 기기